# Richard McClure
Richard McClure (Regina,  Saskatchewan, 1935. január 20. – 2024. május 10.) olimpiai ezüstérmes kanadai evezős.

## Pályafutása
A  Saskatchewan tartománybeli Reginában született és a Brit Columbia-i Comox-völgyben nőtt fel. 1954 őszétől a Brit Columbiai Egyetem (UBC) hallgatója volt, ahol versenyszerű evezéssel kezdett el foglalkozni. 1956-ban az egyetemét választották ki, hogy képviselje Kanadát a melbourne-i olimpián, ahol nyolcasban ezüstérmet szerzett társaival. 1959-ben szerezte meg a mérnöki diplomát.
1982-től aktív szerepet vállalt a kanadai evezős válogatott fejlesztőedzőjeként. Az 1980-as évek közepén szenior versenyzőként nyert négy arany- és egy ezüstérmet az 1988-as kanadai Masters Rowing Bajnokságon.